# 高瀬彼方
高瀬 彼方（たかせ かなた、1973年7月8日 - ）は、日本の小説家、ライトノベル作家。

## 概要
帝京大学経済学部在学中の1995年、SF小説『女王様の紅い翼』にて、講談社ノベルスより21歳で小説家デビュー。講談社ノベルスでいくつかのシリーズを執筆後、ハルキ文庫や角川スニーカー文庫、ファミ通文庫で作品を発表。
2008年には1999年発刊の〈天魔の羅刹兵〉シリーズ（講談社ノベルス）がサブタイトルを変更し幻狼ファンタジアノベルスから再刊された。翌2009年には〈カラミティナイト〉シリーズ（ハルキ文庫）が加筆リメイクされ、『カラミティナイト-オルタナティブ-』のタイトルでGA文庫から刊行された。
それ以降はしばらく沈黙が続いていたが、2018年に講談社の小説投稿サイト「NOVEL DAYS」へ未発表作品『大砲娘と灰かぶり姫』を投稿しているのが確認されている。その作者ページの記述によると、かつてカクヨムに別ペンネームで掲載していた時期があったが、あまり読まれなかったという。
デビュー当初、好きな作家として田中芳樹、栗本薫、西谷史の名を挙げていた。

## 著作一覧
- 〈宇宙戦記〉シリーズ
  - 『女王様の紅い翼』 講談社ノベルス 1995年2月 ISBN 4061818295
  - 『戦場の女神たち』 講談社ノベルス 1995年5月 ISBN 4061818538
  - 『魔女たちの邂逅』 講談社ノベルス 1995年12月 ISBN 4061818694

- 〈天魔の羅刹兵〉シリーズ
  - 『天魔の羅刹兵 一の巻』 講談社ノベルス 1999年10月 ISBN 4061820982
  - 『天魔の羅刹兵 二の巻』 講談社ノベルス 1999年12月 ISBN 4061821040
  - 『天魔の羅刹兵 蒼月譚』 幻狼ファンタジアノベルス 2008年8月 ISBN 4344813928
  - 『天魔の羅刹兵 紅道譚』 幻狼ファンタジアノベルス 2008年9月 ISBN 9784344814356

- 〈カラミティナイト〉シリーズ
  - 『カラミティナイト1』 ハルキ文庫 2000年9月 ISBN 4894567652
  - 『カラミティナイト2』 ハルキ文庫 2001年9月 ISBN 4894568934
  - 『カラミティナイト3』 ハルキ文庫 2004年1月 ISBN 4758430675
  - 『カラミティナイト-オルタナティブ-1』 GA文庫 2009年1月 ISBN 4797352671
  - 『カラミティナイト-オルタナティブ-2』 GA文庫 2009年4月 ISBN 4797352876

- ディバイデッド・フロント シリーズ
  - 『ディバイデッド・フロント 1 隔離戦区の空の下』 角川スニーカー文庫 2003年5月 ISBN 4044293015
  - 『ディバイデッド・フロント 2 僕らが戦う、その理由』 角川スニーカー文庫 2004年4月 ISBN 4044293023
  - 『ディバイデッド・フロント 3 この空と大地に誓う』 角川スニーカー文庫 2005年2月 ISBN 4044293031

- 『ランブリング・カレイド <星穹の女帝>戦』 ファミ通文庫 2006年2月 ISBN 4757726589
- 『大砲娘と灰かぶり姫』- 講談社の小説投稿サイト「NOVEL DAYS」への投稿作品。